# Куман, Мартин
Мартинус Корнелис Куман (нидерл. Martinus Cornelis Koeman; 26 июля 1938, Пюрмеренд, Северная Голландия — 18 декабря 2013, Леуварден) — нидерландский футболист.

## Биография
Куман играл в футбол на профессиональном уровне в КФК (1957—1960), «Блау-Вит» (1960—1963), «Гронинген» (1963—1973) и «Херенвен» (вплоть до окончания карьеры). Он регулярно вызывался в сборную Нидерландов, но сыграл только один матч против Австрии 12 апреля 1964 года. Куман вышел на замену на 73-й минуте, а игра завершилась вничью 1:1.
Несмотря на более 500 матчей в составе «Гронингена», он наиболее известен как отец Эрвина и Рональда Куманов, которые пошли по стопам отца, став футболистами. Оба его сына играли за «Гронинген» и сборную Голландии. Одна из трибун на стадионе «Гронингена» «Еуроборг» была названа в честь Мартина и двух его сыновей.
18 декабря 2013 года в возрасте 75 лет Мартин Куман умер из-за сердечной недостаточности, диагностированной за несколько дней до трагедии.

## Статистика

### Матчи Кумана за сборную Нидерландов
| Матчи Кумана за сборную Нидерландов | Матчи Кумана за сборную Нидерландов | Матчи Кумана за сборную Нидерландов | Матчи Кумана за сборную Нидерландов | Матчи Кумана за сборную Нидерландов | Матчи Кумана за сборную Нидерландов |
| ----------------------------------- | ----------------------------------- | ----------------------------------- | ----------------------------------- | ----------------------------------- | ----------------------------------- |
| №                                   | Дата                                | Соперник                            | Счёт                                | Голы Кумана                         | Соревнование                        |
| 1                                   | 12 апреля 1964                      | Австрия                             | 1:1                                 | —                                   | Товарищеский матч                   |

Итого: 1 матч / 0 голов; 0 побед, 1 ничья, 0 поражений.